# Jesús Arley López
Jesús Arley López (Bucaramanga, 7 de diciembre de 1983) es un libretista, director y productor de cine y televisión colombiano. Escribió la serie Tabú Latinoamérica para el canal National Geographic, dirigió el especial de los 70 años de la televisión en Colombia para el canal Señal Colombia, así como la transmisión de la edición 40 de los Premios India Catalina, y fue uno de los productores y escritores detrás del personaje Frailejón Ernesto Pérez.

## Biografía
Nació en Bucaramanga, ciudad en la que hizo todos sus estudios, incluyendo su paso por la Universidad Pontificia Bolivariana, en donde estudió Comunicación Social y Periodismo. Se trasladó a Bogotá para iniciar su carrera profesional, empezando en canales como Citytv y RCN. En 2009 fue convocado como investigador de Tabú Latinoamérica, proyecto del que posteriormente se convirtió en su libretista. Este proyecto fue producido por FOX Telecolombia (hoy TIS Productions), en donde trabajó durante 7 años. Luego empezó una carrera en la televisión pública al formar parte del canal Señal Colombia en donde participó en las series del personaje Frailejón Ernesto Pérez. Para la pantalla grande, Jesús Arley López dirigió el cortometraje Miss Meta. En 2025 lanzó el vodcast Poderosxs y Diversxs, un especial de entrevistas con personajes que se enfrentaron a experiencias transformadoras.

## Televisión
| Año  | Título                                                        | Canal                        | Director  | Productor | Escritor | Premios |
| ---- | ------------------------------------------------------------- | ---------------------------- | --------- | --------- | -------- | --- |
| 2010 | Tabú Latinoamérica                                            | National Geographic          |           |           | Sí       | |
| 2011 | Tabú Latinoamérica 2                                          | National Geographic          |           |           | Sí       | |
| 2012 | Tabú Latinoamérica 3                                          | National Geographic          |           |           | Sí       | |
| 2012 | Mi Decisión                                                   | National Geographic          |           |           | Sí       | |
| 2013 | Nuestra Mirada con Rolando Nichols                            | National Geographic          |           |           | Sí       | |
| 2014 | Las Fieras del Fútbol                                         | National Geographic          | Contenido |           | Sí       | |
| 2014 | Arrepentidos                                                  | National Geographic          | Contenido |           |          | Premio Emmy Internacional 2015 a Mejor Programa de horario estelar en Estados Unidos en lengua no inglesa |
| 2014 | Los 90                                                        | National Geographic          | Sí        |           | Sí       | |
| 2015 | Los 2000                                                      | National Geographic          | Sí        |           | Sí       | |
| 2015 | ¿Quién es el Chapo Guzmán?                                    | National Geographic          | Sí        |           |          | |
| 2016 | Vestido de Novia                                              | Discovery H&H                | Sí        |           | Sí       | |
| 2017 | Misión Canina, Héroes de Raza                                 | NatGeo Wild                  |           |           |          | |
| 2019 | Esa Inolvidable Primera Vez                                   | Señal Colombia               |           |           | Sí       | |
| 2019 | Laura, vida y rebeldía                                        | Señal Colombia               |           | Sí        |          | |
| 2020 | Territorio Mágico                                             | Señal Colombia               |           |           | Sí       | |
| 2021 | Premios India Catalina 2021                                   | Canales Públicos             |           |           | Sí       | |
| 2021 | Territorio Mágico 2                                           | Señal Colombia               |           |           | Sí       | |
| 2021 | Encontrando los Nuevos Caminos de Colombia                    | Discovery Channel            |           |           | Sí       | Premio León de Oro 2021 en el Festival Cannes Lions |
| 2022 | Premios India Catalina 2022                                   | Canales Públicos             |           |           | Sí       | |
| 2022 | Territorio Mágico 3                                           | Señal Colombia               |           |           | Sí       | Premio India Catalina 2023 a Mejor Ficción de Larga Duración Premio India Catalina 2023 a Mejor Producción Infantil Premio India Catalina 2023 a Mejor Producción de Comedia                                                                             |
| 2023 | Premios India Catalina 2023                                   | Canales Públicos             | Contenido |           | Sí       | |
| 2023 | Frailejón Ernesto Pérez y la leyenda de la gota más pura      | Señal Colombia               |           | Sí        |          | Premio India Catalina 2024 a Producción Favorita del Público Premio India Catalina 2024 a Mejor Producción Infantil Premio India Catalina 2024 a Mejor Producción de Animación Premio India Catalina 2024 a Mejor Actuación de Voz (para Gabriela Belén) |
| 2024 | Premios India Catalina 2024                                   | TNT / Max y Canales Públicos | Sí        |           | Sí       | |
| 2024 | Frailejón Ernesto Pérez y el acecho de las sombras siniestras | Señal Colombia               |           | Sí        | Sí       | Premio India Catalina 2025 a Mejor Actuación de Voz (para Carlos Correa) Premio Príncipe de los Páramos 2025 a Mejor Serie de Animación |
| 2024 | Especial 70 años de la TV en Colombia                         | Señal Colombia               | Sí        |           | Sí       | |
| 2025 | Poderosxs y Diversxs                                          | YouTube y Spotify            | Sí        | Sí        | Sí       | Premio Príncipe de los Páramos 2025 a Mejor Vodcast (para Christian Briceño) |

## Cine
| Año  | Título    | Director | Productor | Escritor | Premios                                             |
| ---- | --------- | -------- | --------- | -------- | --------------------------------------------------- |
| 2019 | Miss Meta | Sí       | Sí        | Sí       | Selección Oficial Festival de Cine Corto de Popayán |